# Стефка Янорова
Стефка Иванова Янорова е българска театрална, филмова и телевизионна актриса.

## Биография
Родена е в град Стара Загора на 16 октомври 1969 г. в семейството на Иван Яноров - скулптор и състезател по класическа борба. Първоначално завършва френска гимназия в родния си град.
През 1993 г. завършва ВИТИЗ „Кръстьо Сарафов“ със специалност актьорско майсторство за драматичен театър в класа на професор Крикор Азарян. Започва да играе на сцената на сливенския театър, а впоследствие преминава на свободна практика до 2005 г. Тогава е назначена в Плевенския драматичен театър „Иван Радоев“. Често играе на сцената на столичния Театър на българската армия.
В Театър 199 играе в постановките: „Исторически календар на 1736 г.“ по Хенри Филдинг, „Невинните“ по романа „Майките“ на Теодора Димова, „Брудершафт“ от Анатолий Крим, „Театър, любов моя!“ от Валери Петров, „Сарабанда“ от Ингмар Бергман.
- Наградата „Икар“ на Съюза на артистите в България „за поддържаща женска роля“, за ролите и в „Театър, любов моя!“ от Валери Петров, реж. Касиел Ноа Ашер, Театър 199, 2016.

## Филмография
- Порталът (6-сер. тв, 2021) - Професор Татяна Барахарска през 2019 година
- „Уроци по немски“ (2020)
- „Имало една война“ (2019) - Найтингелка
- „Сън за щастие“ (2018) - Анита „мама Ани“
- „Ние, нашите и вашите“ (2017) – Светла
- „Буферна зона“ (2014) – Ирина Черкезова
- „Омбре“ – Надежда
- „Революция Z“ (2012) – Г-жа Пешева – учителка по математика
- „Стъклен дом“ (2010 – 2011) – Ваня Ставрева
- „Хиндемит“ (2008)
- „Людмил и Руслана“ (2008), 6 серии – Руслана
- „Валсове и танга от село Бела Вода“ (2007) – Мария
- „Врабците през октомври“ (8-сер. тв, 2006) – жената на Паскал
- Патриархат (7-сер. тв, 2005)
- „Без семейна прилика“ (2-сер. тв, 2004) – Мария
- „Между рая и ада“ (2003) - Мария, съпругата на Ванчо „Мухъла“
- „Госпожа Динозавър“ (2002) - майката
- „Наблюдателя“ (2001) - следовател Масева
- „Най-важните неща“ (2-сер. тв, 2001) – Лидия
- „Опашката на дявола“ (2001) – Соня Стоева, оперната певица
- „Дунав мост“ (7-сер. тв, 2000) – Роси
- „Сламено сираче“ (1999) 5 серии – Роси, майката
- „След края на света“ (1998), България / Гърция / Германия – служителка в съда
- „Вълкадин говори с Бога“ (1995)- Славенка, жената на Танас
- „Честна мускетарска“ (1994) - Бонасьо
- „Вампири, таласъми“ (1992) – Султанка
- „Племенникът чужденец“ (1990)
- „Нон грата“ (1990) – 3 серии